# Jabref
Jabref , även skrivet JabRef, är ett fritt bibliografiprogram för Bibtex vars första version släpptes 2003 efter att skaparna av BibKeeper Morten O. Alver och JBibtexManager Nizar Batada beslutat att gå med i projektet. Namnet Jabref står för Java, Alver, Batada, Refrens.